# Groupe Média TFO
Le Groupe Média TFO est une organisation de média publique relevant du gouvernement de l’Ontario, qui réalise et distribue du contenu éducatif primé, de langue française, disponible sur diverses plateformes, dont la chaîne de télévision TFO, TFO Éducation (plateforme éducative offrant une collection de ressources pédagogiques) et diverses chaînes YouTube. Conçu comme agence de média éducative destinée à être un complément au système d’éducation de langue française en Ontario, le Groupe offre une variété de produits et services pédagogiques, dont EduLulu (service d’évaluation public d’applications éducatives pour appareils mobiles) destinés aux francophones et anglophones de l’Ontario et d’ailleurs. Dans l'ensemble, le Groupe Média TFO gère une chaîne de télévision, 200 sites Web, 20 applications et jeux mobiles, 15 plateformes de distribution de contenu souscrit et 14 plateformes de médias sociaux,.
Outre son contenu éducation et jeunesse (pour des publics de 2 à 17 ans), le Groupe Média TFO produit et diffuse aussi du contenu culturel et de catégorie « société » pour adultes. Le Groupe est le seul réseau multimédia de langue française au Canada dont le siège social se trouve à l'extérieur du Québec.

## Histoire

### Origines
Les origines du Groupe Média TFO sont celles de TVOntario, puis de TFO. Le 1er janvier 1987, la chaîne de télévision éducative de langue française de l’Ontario, appelée La Chaîne, est officiellement lancée,. Quelques heures de programmation en français par jour étaient précédemment offertes par TVOntario. En 1995, La Chaîne est rebaptisée TFO.

### Émancipation et virage numérique
En 2006, Madeleine Meilleur, ministre ontarienne déléguée aux Affaires francophones, et Sandra Pupatello, ministre de l’Éducation de l’Ontario, annoncent officiellement l’autonomie complète de TFO et la mise à disposition du financement requis, incluant celui pour les technologies numérique et HD. Le gouvernement ontarien fonde ainsi une entreprise de média publique - l’Office des télécommunications éducatives de langue française de l’Ontario (OTÉLFO) - censée desservir la minorité linguistique francophone de l’Ontario. TFO, la chaîne de télévision de l’OTÉLFO, offre une programmation axée sur l’éducation, avec des émissions pour les enfants, les adolescents et les adultes.
En septembre 2010, Glenn O’Farrell est nommé président et chef de la direction de l’OTÉLFO et prend les rênes de TFO. 

### Groupe média TFO
En 2012, La Cité collégiale et le Groupe Média TFO ratifient un protocole d’entente afin de mieux desservir les communautés francophones de l’Ontario.
En 2013, le Groupe média TFO organise le Sommet des tablettistes, une conférence internationale sur l’impact des nouvelles technologies sur l’éducation,,,, et annonce le projet EduLulu - le premier service public d’évaluation d’applications éducatives du Canada qui a été lancé en avril 2014,,.
Le contenu éducatif visant les enseignants est adapté au nouvel environnement numérique. TFO Éducation, un service interactif qui offre une collection de quelque 5 000 outils pédagogiques multimédias aux enseignants, compte  parmi ses abonnés 12 conseils scolaires francophones et 60 conseils scolaires anglophones qui desservent 21 000 enseignants et 2 millions d’élèves en Ontario,.

## Domaines d'exploitation

### TFO
Le Groupe Média TFO exploite la chaîne de télévision TFO, la chaîne de télévision publique de langue française de l'Ontario, laquelle est diffusée par 40 câblodistributeurs [réf. souhaitée].

### Évaluation d'applications éducatives pour appareils mobiles
En avril 2014, le Groupe Média TFO a lancé EduLulu, le premier service public d'évaluation d'applications éducatives conçues pour enfants de 2 à 17 ans. Les applis évaluées sont disponibles au Canada sur les plateformes iOS et Android,.

### Ressources pédagogiques
Le contenu pédagogique du Groupe Média TFO est principalement disponible par l'intermédiaire de TFO Éducation, un service par abonnement offrant plus de 5 000 ressources numériques éducatives en français. Le portail, initialement destiné aux enseignants et éducateurs des 12 conseils scolaires de langue française de l'Ontario, peut aussi désormais être consulté par les intervenants en français langue seconde des 60 conseils scolaires de langue anglaise de la province, en vertu d'une entente survenu récemment entre le Ministère de l'éducation de l'Ontario et le Groupe,.

## Mission
Conformément à la Loi de 2008 sur l’Office des télécommunications éducatives de langue française de l’Ontario, le Groupe Média TFO (OTELFO) a pour mission de faire ce qui suit, en tenant compte des intérêts et des besoins de la communauté francophone :
- créer, acquérir, produire, distribuer ou exposer des programmes et des documents relevant des domaines de la télédiffusion et de la télécommunication éducatives ou exercer toute autre activité s’y rapportant ;
- se livrer à des recherches dans les domaines se rapportant aux éléments de la mission de l’Office visés au premier alinéa ;
- s’acquitter de toute autre fonction concernant la télédiffusion et la télécommunication éducatives que le conseil estime être accessoire ou favorable à la réalisation des éléments visés aux deux premiers alinéas ;
- créer et administrer des programmes d’enseignement à distance.

## Financement et budget
Avec un budget de 27,9 millions de dollars, le Groupe Média TFO est principalement financé par le gouvernement de l’Ontario par l’intermédiaire du ministère de l’Éducation.